# Дан четрнаести
„Дан четранаести“ је југословенски филм из 1960. године. Режирао га је Здравко Велимировић, а сценарио и адаптацију су написали Борислав Пекић и Здравко Велимировић.
Филм је био први југословенски представник на Канском филмском фестивалу 1961. године.
Црногорска кинотека у сарадњи са Југословенском кинотеком је дигитално обновила филм који је приказан у оквиру програма Кан класик 74 издања филмског фестивала у Кану.

## Радња
Протагонисти ове приче су четворица затвореника која су због доброг владања добили повремени отпуст из затвора у трајању од 14 дана.
Радња приказује како се они покушавају прилагодити животу на слободи, али и све дилеме које настају како се приближава дан кад се морају вратити иза решетака.

## Улоге
| Глумац                     | Улога                   |
| -------------------------- | ----------------------- |
| Никола Поповић             | Тимотије Марковић       |
| Карло Булић                | Жорж Арсенијевић        |
| Слободан Перовић           | Павле Малбашки          |
| Душан Јанићијевић          | Томислав Радин          |
| Олга Спиридоновић          | Емилија                 |
| Мира Ступица               | Кристина                |
| Хермина Пипинић            | Марија                  |
| Мира Николић               | Љиљана                  |
| Виктор Старчић             | Жоржов отац             |
| Рахела Ферари              | Софија                  |
| Соња Хлебш                 | барска дама             |
| Растко Тадић               | конобар                 |
| Властимир Ђуза Стојиљковић | Милиционер              |
| Неда Огњановић             | напуштена девојка       |
| Станко Буханац             | Макса вратар            |
| Предраг Милинковић         | Продавац на пијаци      |
| Бранко Татић               | Макса Тимотијев комшија |
| Петар Банићевић            | Павле Малбашки (глас)   |
| Данило Киш                 | Путник                  |
| Златко Мадунић             | Кондуктер               |
| Невенка Микулић            | Емилијина мајка         |
| Вука Костић                |                         |
| Маја Чучковић              |                         |
| Љуба Ковачевић             |                         |
| Емил Рубен                 | Миша                    |
| Богић Бошковић             | Шверцер                 |

Комплетна филмска екипа  ▼
| Редитељ                   | Здравко Велимировић     |                        |
| Сценариста                | Борислав Пекић          |                        |
| Сценариста                | Здравко Велимировић     | (адаптација)           |
| Композитор                | Владимир Краус Рајтерић |                        |
| Директор фотографије      | Владета Лукић           |                        |
| Монтажер                  | Катарина Стојановић     |                        |
| Сценограф                 | Драгољуб Лазаревић      |                        |
| Уметнички директор        | Слободан Мијачевић      |                        |
| Костимограф               | Мира Чохаџић            |                        |
| Одсек за шминку           | Карло Булић             | шминкер                |
| Одсек за шминку           | Лојзика Гал             | шминкерка              |
| Одсек за шминку           | Милица Симончевић       | шминкерка              |
| Менаџер продукције        | Симо Чоловић            | организатор            |
| Менаџер продукције        | Душко Ерцеговић         | организатор            |
| Менаџер продукције        | Никола Поповић          | директор филма         |
| Помоћник режије           | Вук Бабић               | помоћник редитеља      |
| Помоћник режије           | Веселин Љумовић         | помоћник редитеља      |
| Помоћник режије           | Крсто Петањек           | први помоћник редитеља |
| Одсек за звук             | Љубомир Петек           | тон мајстор            |
| Одсек за камеру и расвету | Стево Лепетић           | пратилац камере        |
| Одсек за камеру и расвету | Часлав Пантелинац       | сниматељ               |
| Одсек за монтажу          | Бранка Чеперац          | асистент монтажера     |
| Остала екипа              | Лила Андрес             | секретар режије        |